# Ta'erhu
Ta'erhu (kinesiska: 塔尔湖, 塔尔湖镇) är en köping i Kina. Den ligger i den autonoma regionen Inre Mongoliet, i den norra delen av landet, omkring 320 kilometer väster om regionhuvudstaden Hohhot. Antalet invånare är 27262. Befolkningen består av 13 267 kvinnor och 13 995 män. Barn under 15 år utgör 13,0 %, vuxna 15-64 år 76 %, och äldre över 65 år 10,0 %.
Genomsnittlig årsnederbörd är 277 millimeter. Den regnigaste månaden är juni, med i genomsnitt 83 mm nederbörd, och den torraste är januari, med 1 mm nederbörd.